# Tournoi féminin d'Espagne de rugby à sept
Ne doit pas être confondu avec Tournoi d'Espagne de rugby à sept.
Le Tournoi féminin d'Espagne de rugby à sept est une compétition de rugby à sept, qui se déroule en Espagne dans le cadre de la série mondiale féminine de rugby à sept.

## Histoire
Dans le cadre de la saison 2022, après deux éditions perturbées par la pandémie de Covid-19, le calendrier des étapes de la série mondiale est remanié. Les traditionnels tournois d'Australie et de Nouvelle-Zélande n'étant pas retenus en raison des difficultés logistiques liées à ces deux territoires, les villes espagnoles de Malaga et de Séville sont choisies en remplacement. Par ailleurs, ces deux tournois sont organisés de manière conjointe avec leurs équivalents masculins ; le territoire espagnol accueille ainsi pour la première fois un tournoi des Sevens World Series. Ils font également suite au tournoi international amical organisé dans la capitale Madrid en février 2021, qui était alors la première compétition officielle de rugby à sept depuis les confinements mondiaux.
Dans le cadre du remaniement du format de la série mondiale à partir de la saison 2023-2024, avec sept tournois classiques et un tournoi final permettant de sacrer le champion, l'organisation du tournoi d'Espagne est reconduite, en tant que tournoi final.

## Identité visuelle

Évolution du logo
Logo de l'édition 2022.

## Palmarès
| Date                       | Stade                               | Cup        | Cup     | Cup       | Cup              |
| Date                       | Stade                               | Vainqueur  | Score   | Finaliste | Troisième        |
| -------------------------- | ----------------------------------- | ---------- | ------- | --------- | ---------------- |
| 21 au 23 janvier 2022      | Stade Ciudad de Malaga (es), Malaga | États-Unis | 35 - 10 | Russie    | Australie        |
| 28 au 30 janvier 2022      | Stade de La Cartuja, Séville        | Australie  | 17 - 12 | Irlande   | Angleterre       |
| 31 mai 2024 au 2 juin 2024 | Estadio Metropolitano, Madrid       | Australie  | 26 - 7  | France    | Nouvelle-Zélande |

## Stades
Durant son histoire, le tournoi d'Espagne a été organisé dans deux stades.   

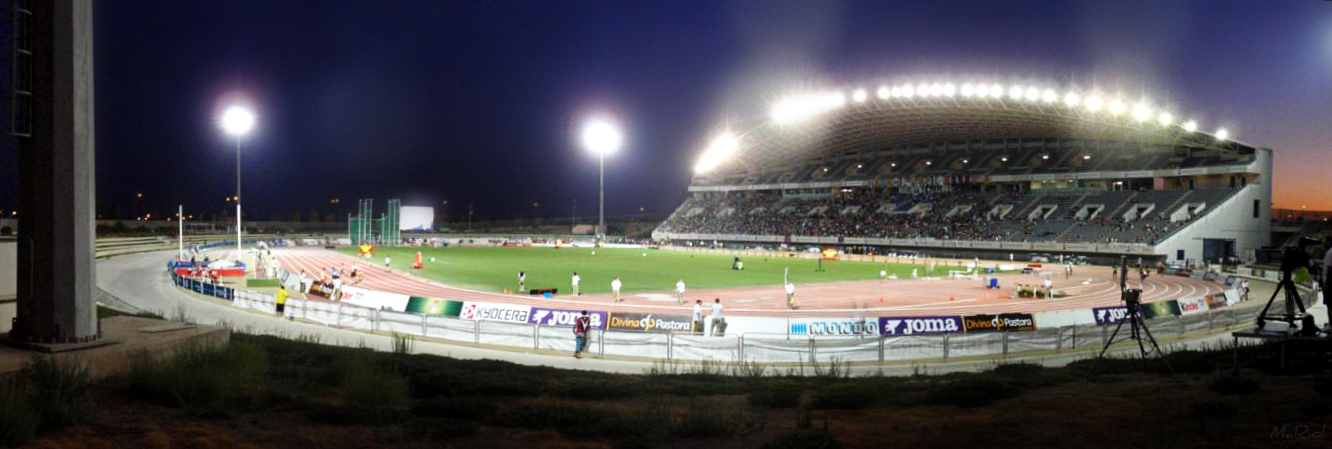
2021 : Stade Ciudad de Malaga.
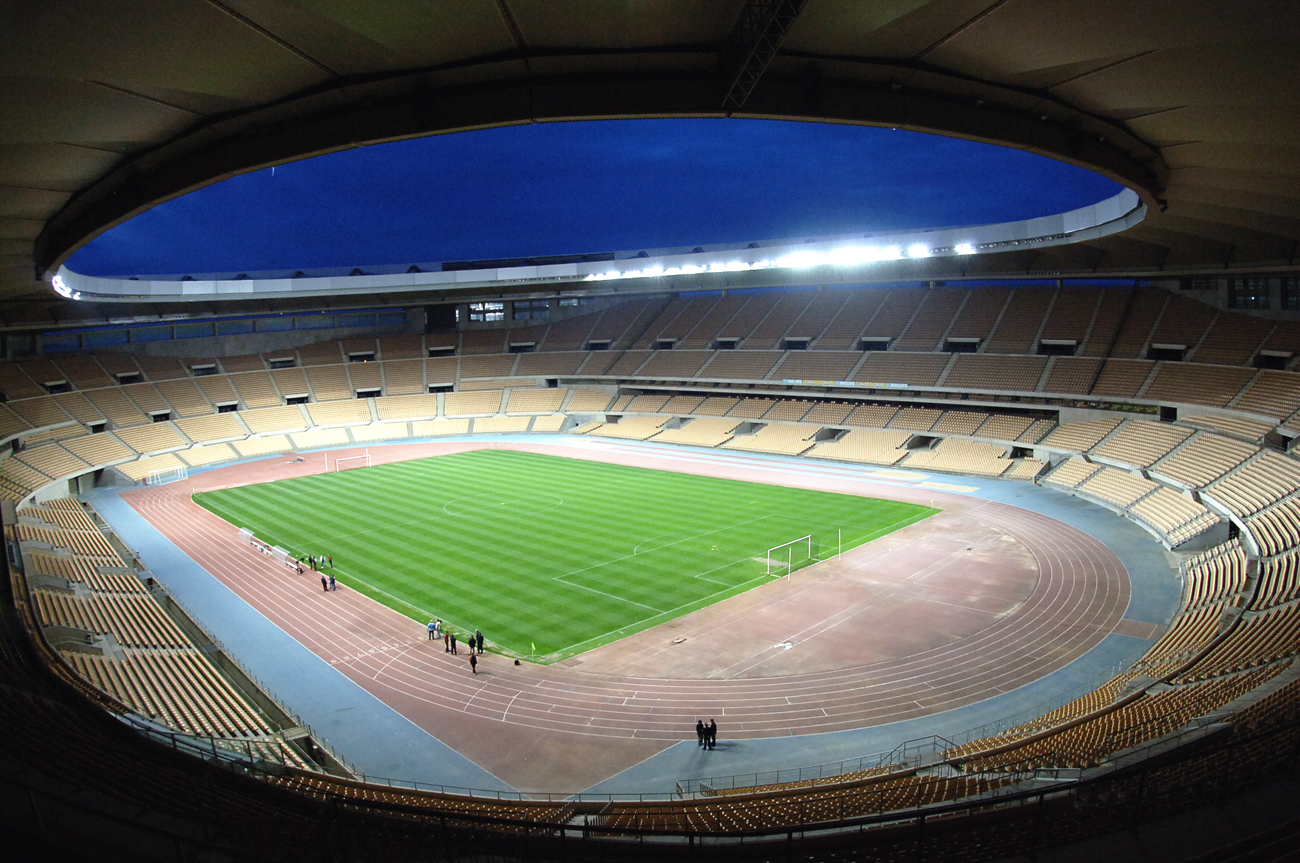
2021 : Stade de La Cartuja de Séville
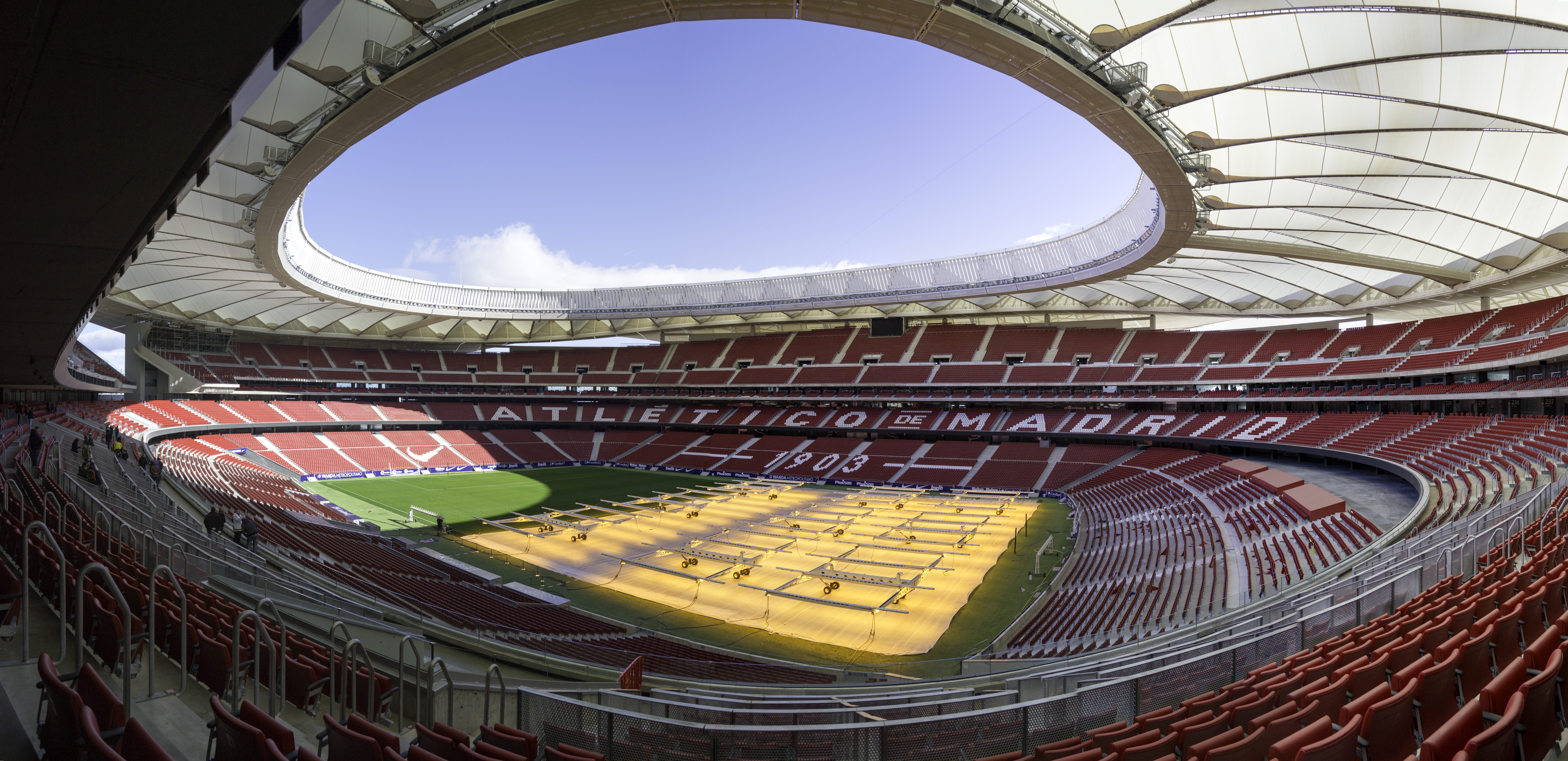
2024 : Estadio Metropolitano de Madrid